# Hans-Georg Bohle
Hans-Georg Bohle (* 3. März 1948 in Hildesheim; † 20. September 2014 in Freiburg im Breisgau) war ein deutscher Geograph und Entwicklungsforscher.
Er studierte ab 1968 an der Universität Göttingen, wo er von 1977 bis 1985 wissenschaftlicher Mitarbeiter am Geographischen Institut war und 1979 promoviert wurde und sich 1985 habilitierte. 1986 bis 1995 war er Professor für Kulturgeographie am Institut für Kulturgeographie der Universität Freiburg, von 1995 bis 2004 Professor für Geographie Südasiens am Geographischen Institut und am Südasien-Institut der Universität Heidelberg, von 2003 bis zu seiner Emeritierung 2013 Professor für Geographische Entwicklungsforschung am Geographischen Institut der Universität Bonn.
Seine humangeographischen Forschungsinteressen lagen vor allem im Bereich Geographische Entwicklungsforschung, Resilienz, Vulnerabilität, Geographische Risikoforschung und Livelihoods, mit regionalen Schwerpunkten in den Entwicklungsländern Südasiens.
2006/07 war er Vorsitzender des Institute for Environment and Human Security der Universität der Vereinten Nationen.
Er war im Stiftungsrat der Münchener Rück Stiftung. 2001 wurde Bohle zum Mitglied der Academia Europaea ernannt, 2007 folgte die Wahl zum Mitglied der Leopoldina.

## Ausgewählte Publikationen
- (1976): Problems of Utilization of Water Resources in the Cauvery Delta – A Case Study of Talanayar Block. In: Proceedings of the All-India Symposium on Resource Development and Planning. Madras.
- (1981): Die Grüne Revolution in Indien – Sieg im Kampf gegen den Hunger? Paderborn: Schöningh.
- (1993): The Geography of Vulnerable Food Systems. In: Bohle, Downing, Fields (Hrsg.): Coping with Vulnerability and Criticality. Case Studies on Food-Insecure People and Places. Freiburg Studies in Development Geography, Vol. 1. S. 15–29.
- mit Downing, T.-E. & M.J. Watts (1996): Climate Change and Food Security: Toward a Sociology and Geography of Vulnerability. In: Downing, T. E. (Hrsg.): Climate Change and Food Security. Berlin: Springer. S. 183–206.
- mit Mayer, M. & E. Weber (1998): Livelihood Security and Vulnerability in Nepal, India and Sri Lanka. In: IGU Bulletin 48 (1). S. 5–19.
- (2007): Geographien von Verwundbarkeit. In: Geographische Rundschau 59 (10). S. 20–25.
- (2011): Social Vulnerability and Livelihood Security. Towards an Integrated Framework for Market Risk Assessment, In: Gertel, J. & R. Le Heron (Hrsg.): Economic Spaces of Pastoral Production and Commodity Systems: Markets and Livelihood. Farnham/Burlington: Ashgate Publishing. S. 43–51.
- (2011): Geographische Entwicklungsforschung. In: Gebhardt, Glaser, Radtke & Reuber (Hrsg.): Geographie. Physische Geographie und Humangeographie. Heidelberg: Spektrum Akademischer Verlag. S. 746–763.